# Straßlach-Dingharting
Straßlach-Dingharting è un comune tedesco di 2 858 abitanti, situato nel land della Baviera.
Piccola cittadina bagnata da fiume Isar, il fiume più importante della Baviera.